# Dorohoi
Dorohoi (Ausspracheⓘ) ist eine Stadt im äußersten Nordosten Rumäniens, nahe der moldauischen und ukrainischen Grenze, im Norden der Region Moldau gelegen. Sie liegt im Kreis Botoșani am rechten Ufer des Flusses Jijia, etwa 20 km nordwestlich der Kreishauptstadt Botoșani.

## Geschichte
Dorohoi war in der Vergangenheit ein Umschlagplatz für Holz und landwirtschaftliche Produkte der nördlichen Moldau; Händler aus den benachbarten Ländern kamen zum alljährlichen großen Markt am 12. Juni. Die Siedlung wurde erstmals 1407 oder 1408 in Dokumenten erwähnt, als ein Vertrag zwischen dem moldauischen Fürsten Alexandru cel Bun und dem polnischen König geschlossen wurde. Diese Tatsache lässt vermuten, dass Dorohoi bereits vor der Gründung des moldauischen Fürstentums eine wichtige Rolle spielte.
Um 1940 lebten in Dorohoi rund 16.000 Einwohner, von denen ein Drittel Juden waren. Am 1. Juli 1940 fand in Dorohoi ein Pogrom gegen die jüdische Bevölkerung statt. Das Pogrom geschah in einer angespannten Situation, als sich die rumänischen Truppen vor der seit 28. Juni anrückenden Roten Armee aus Bessarabien zurückziehen mussten. Auf dem jüdischen Friedhof wurde ein Soldat und zur gleichen Zeit auf dem christlichen Friedhof ein Offizier beigesetzt. Als Schüsse zu hören waren, entstand eine Panik, weil viele dachten, die russische Armee würde einmarschieren. Tatsächlich schossen rumänische Soldaten, die sich aus dem Herza-Gebiet hatten zurückziehen müssen und die nun an der jüdischen Trauergemeinde Rache üben wollten. Das Pogrom wurde von Offizieren und Soldaten der Brigade 3, der Brigade 8 und möglicherweise weiteren Brigaden der rumänischen Armee geplant und ausgeführt, unter Beteiligung einfacher Bürger. Die Soldaten plünderten die Häuser der Juden, misshandelten ihre Bewohner mit großer Grausamkeit und erschossen eine unbekannte Anzahl von Juden. Die Opferzahlen schwanken von mehreren Hundert bis zu mehreren Tausend. Das Pogrom von Dorohoi ging um genau ein Jahr dem ähnlich durchgeführten Todeszug von Iași voraus.
Dorohoi war die Hauptstadt eines gleichnamigen Kreises, der jedoch aufgelöst wurde, als Rumänien die nördliche Bukowina an die Sowjetunion abtreten musste.

## Stadtbild

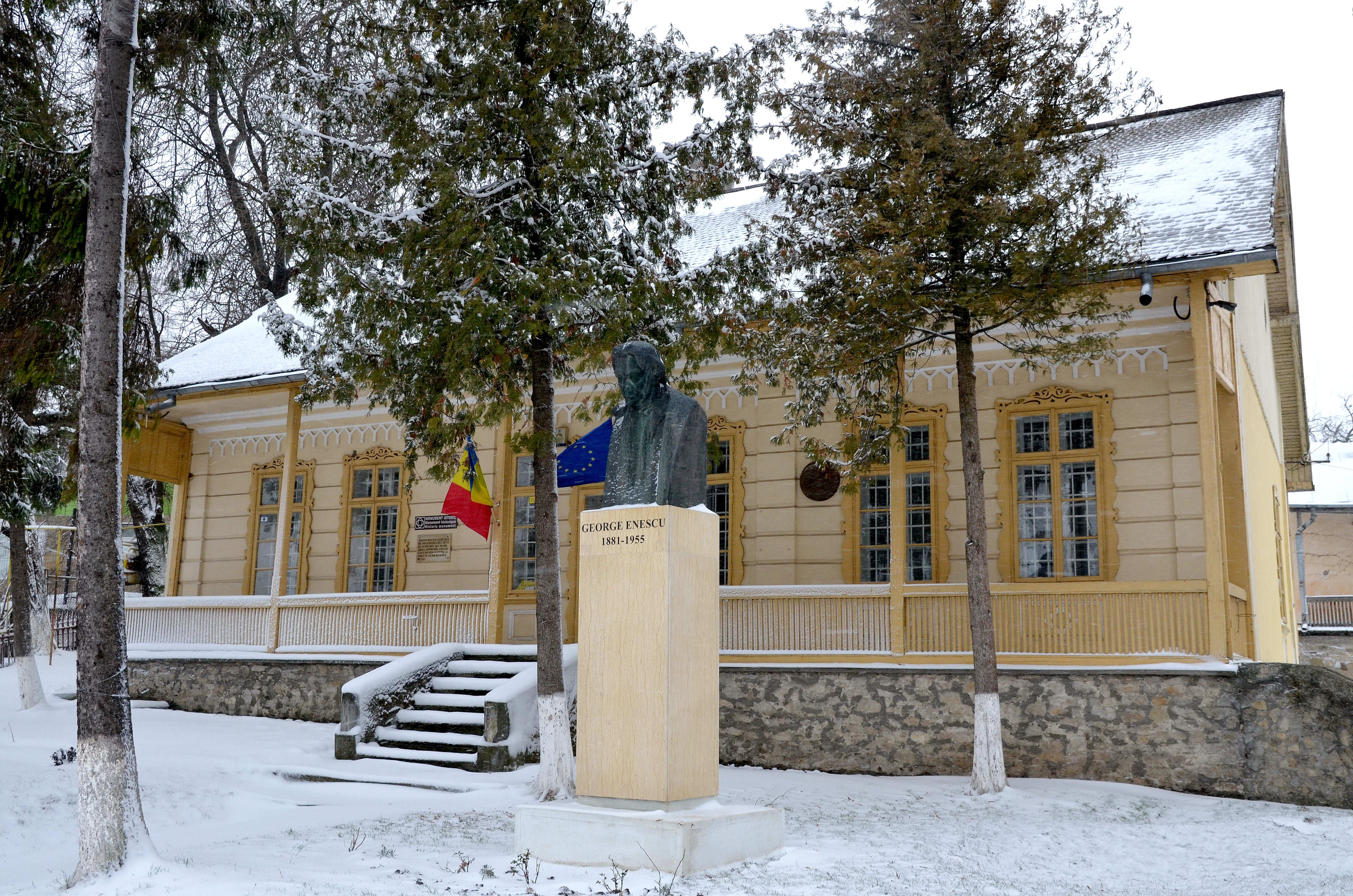
Gedächtnismuseum George Enescu

Im Stadtzentrum steht eine alte Kirche, die im 15. Jahrhundert unter Stefan dem Großen errichtet wurde. Westlich von Dorohoi befinden sich die bekannten Moldauklöster, die teilweise zum UNESCO-Weltkulturerbe gehören.
Für den im benachbarten Dorf Liveni-Vârnav geborenen Komponisten George Enescu (1881–1955) wurde im ehemaligen Wohnhaus seines Vaters Costache Enescu in der George-Enescu-Str. 81 ein Gedächtnismuseum eingerichtet.

## Bevölkerung
- 1900: 12.701
- 2000: 31.073
- 2007: 30.661
- 2011: 24.309
- 2021: 22.893

## Verkehr
Von Dorohoi führen vier größere Straßen in verschiedene Richtungen. Die Straße Drum național 29A verläuft über Vârfu Câmpului nach Suceava (39 km), die Kreisstraße DJ 291C über Pomârla zur ukrainischen Grenze und weiter nach Czernowitz, der Drum național 29B in die Kreishauptstadt Botoșani (33 km) und der Drum național 29A in nördliche Richtung.
Zudem führen zwei Eisenbahnlinien von Dorohoi aus nach Südosten und Süden.

## Söhne und Töchter der Stadt
- Gheorghe Stoica (1900–1976), Politiker (Partidul Comunist Român)